# Omar Al Somah
 (juillet 2025).
La mise en forme du texte ne suit pas les recommandations de Wikipédia : il faut le « wikifier ».
Les points d'amélioration suivants sont les cas les plus fréquents. Le détail des points à revoir est peut-être précisé sur la page de discussion.
- Les titres sont pré-formatés par le logiciel. Ils ne sont ni en capitales, ni en gras.
- Le texte ne doit pas être écrit en capitales (les noms de famille non plus), ni en gras, ni en italique, ni en « petit »…
- Le gras n'est utilisé que pour surligner le titre de l'article dans l'introduction, une seule fois.
- L'italique est rarement utilisé : mots en langue étrangère, titres d'œuvres, noms de bateaux, etc.
- Les citations ne sont pas en italique mais en corps de texte normal. Elles sont entourées par des guillemets français : « et ».
- Les listes à puces sont à éviter, des paragraphes rédigés étant largement préférés. Les tableaux sont à réserver à la présentation de données structurées (résultats, etc.).
- Les appels de note de bas de page (petits chiffres en exposant, introduits par l'outil «  Source ») sont à placer entre la fin de phrase et le point final[comme ça].
- Les liens internes (vers d'autres articles de Wikipédia) sont à choisir avec parcimonie. Créez des liens vers des articles approfondissant le sujet. Les termes génériques sans rapport avec le sujet sont à éviter, ainsi que les répétitions de liens vers un même terme.
- Les liens externes sont à placer uniquement dans une section « Liens externes », à la fin de l'article. Ces liens sont à choisir avec parcimonie suivant les règles définies. Si un lien sert de source à l'article, son insertion dans le texte est à faire par les notes de bas de page.
- La présentation des références doit suivre les conventions bibliographiques. Il est recommandé d'utiliser les modèles {{Ouvrage}}, {{Chapitre}}, {{Article}}, {{Lien web}} et/ou {{Bibliographie}}. Le mode d'édition visuel peut mettre en forme automatiquement les références.
- Insérer une infobox (cadre d'informations à droite) n'est pas obligatoire pour parachever la mise en page.

Pour une aide détaillée, merci de consulter Aide:Wikification.
Si vous pensez que ces points ont été résolus, vous pouvez retirer ce bandeau et améliorer la mise en forme d'un autre article.
Omar Al Somah, né le 28 mars 1989 à Deir ez-Zor (Syrie), est un footballeur international syrien qui évolue au poste d'avant-centre au Wydad AC.

## Biographie

### En club
En 2012, dans le contexte de la révolte populaire en Syrie dans le cadre des printemps arabes, Omar Al Somah prend partie pour les opposants à Bachar el-Assad et est exclu de l'équipe nationale,.
Le 8 avril 2014, il inscrit trois buts en Coupe de l'AFC avec le club koweïtien d'Al Qadsia, contre l'équipe irakienne d'Al Shorta.
Il a terminé meilleur buteur de la Ligue saoudienne pendant trois années consécutives au cours des saisons 2014-2015, 2015-16 et 2016-17.
Il a marqué deux buts lors du match de championnat de la Ligue saoudienne contre le club Al Hilal et a contribué à ramener Al-Ahli au titre après une absence de 32 ans.
Il a été élu meilleur joueur arabe par le Comité des athlètes arabes 2017/18.
En 2020, il a revendiqué le titre de buteur historique de la Ligue professionnelle saoudienne après avoir marqué un seul but contre Al-Fateh SC.

### En équipe nationale
Omar Al Somah participe à la Coupe d'Asie des nations des moins de 19 ans en 2008, puis aux Jeux méditerranéens en 2009 avec la sélection syrienne.
Omar Al Somah a participé au championnat de la Fédération d'Asie occidentale 2012 avec l'équipe nationale syrienne et a remporté la coupe du championnat.

## Palmarès
- Championnat WAFF : 2012 Avec l'équipe nationale syrienne.
- Champion du Koweït en 2012 et 2014 Avec Al-Qadsia
- Vainqueur de la Coupe du Koweït en 2012 et 2013 Avec Al-Qadsia
- Vainqueur de la Coupe Crown Prince du Koweït en 2013 et 2014 Avec Al-Qadsia
- Vainqueur de la Coupe de la Fédération du Koweït en 2013 Avec Al-Qadsia
- Vainqueur de la Supercoupe du Koweït en 2011 et 2013 Avec Al-Qadsia
- Finaliste de la Coupe de l'AFC en 2013 Avec Al-Qadsia
- Coupe du prince héritier saoudien : 2014-15. Avec 'Al-Ahli
- Ligue professionnelle saoudienne : 2015-16. Avec 'Al-Ahli
- Coupe du Roi : 2015-16. Avec 'Al-Ahli
- Supercoupe d'Arabie saoudite : 2015-16. Avec 'Al-Ahli

Distinctions individuelles
- Meilleur buteur de la première division syrienne des moins de 18 ans : 2007-2008 (29 buts).
- Meilleur buteur de la Premier League koweïtienne : 2013-14 (23 buts).
- La star de décembre du club koweïtien Al Qadsia 2013.
- La star de la ronde 10 du championnat de la Ligue koweïtienne 2013.
- Golden Boot en tant que meilleur joueur de la saison au Al-Qadsia Club 2014.
- Soulier d'or de la Ligue professionnelle saoudienne : 2014-15, 2015-16, 2016-17
- Le meilleur joueur de la saison dans la Ligue saoudienne, saison 2015/16.
- Meilleur buteur asiatique du monde 2016.
- Le meilleur buteur d'Asie en tant que meilleur buteur du continent 2016.
- Le meilleur attaquant professionnel des Ligues du Golfe 2016.
- Le meilleur joueur de football de Syrie 2016.
- du mois de la Ligue professionnelle saoudienne : octobre 2014, octobre 2015, novembre 2020.
- Joueur Al-Ahli de l'année : 2014-15, 2015-16
- Meilleur joueur arabe choisi par le Comité des athlètes arabes lors de la saison 2017/18.
- Meilleur joueur syrien de la saison 2018/19.
- Le meilleur attaquant de la phase de groupes de la Ligue des champions asiatique 2019.
- Dans l'équipe de la saison pour la Ligue des champions de l'AFC 2019.
- Le plus grand buteur arabe de la décennie 2011-2020 par la Fédération internationale d'histoire et de statistique et classé 14e au monde.
- Équipe masculine de l'IFFHS AFC de la décennie 2011-2020.

Chiffres et priorités
- Le meilleur buteur historique de la Ligue professionnelle saoudienne.
- La saison 2016/17 est devenue le joueur le plus rapide au monde à marquer [50 buts] en [45 matches], dépassant le record du Portugais Cristiano Ronaldo en (51 matchs).
- Le premier joueur de l'histoire de la Ligue professionnelle saoudienne à remporter le titre Golden Boot 3 fois de suite.
- Meilleur buteur de tous les temps du club d'Al-Ahli.
- Meilleur buteur de tous les temps du club d'Al-Ahli en Ligue des champions de l'AFC.
- Meilleur buteur de tous les temps du club d'Al-Ahli dans les tournois étrangers.
- Meilleur buteur de tous les temps du club d'Al-Ahli dans les championnats locaux.
- Meilleur buteur de tous les temps du club d'Al-Ahli pour les joueurs étrangers.
- Meilleur buteur historique du club d'Al-Ahli en Supercoupe d'Arabie saoudite.
- Le joueur le plus étranger dans les stades saoudiens a marqué dans tous les tournois locaux.
- Le joueur le plus étranger dans les stades saoudiens a marqué dans l'histoire de la Ligue professionnelle saoudienne.
- Il a marqué dans tous les clubs qu'il a affrontés en Ligue des champions de l'AFC, à l'exception d'un club.
- Il a marqué contre tous les clubs saoudiens de la ligue à l'exception de deux clubs.
- Le joueur le plus rapide de l'histoire de la Ligue saoudienne marque 100 buts en 102 matches.
- Le joueur le plus rapide à atteindre le 108e but sur 109 matches de la Ligue saoudienne.
- Le joueur le plus rapide de l'histoire du football saoudien à atteindre le 127e but sur 139 matches.
- 8 triplés dans l'histoire de la Saudi Professional League (le plus grand de l'histoire du tournoi).
- Plus qu'il n'a réussi à marquer des buts dans 18 stades différents dans l'histoire de la Ligue professionnelle saoudienne.
- Il est le seul joueur à avoir marqué plus de 10 buts en 8 saisons consécutives dans la Ligue professionnelle saoudienne, sans qu'aucun autre joueur ne l'égale.
- Il est le seul joueur à avoir marqué plus de 20 buts en 3 saisons consécutives dans la Ligue professionnelle saoudienne, sans qu'aucun autre joueur ne l'égale.
- Il a un record de buts dans 27 stades dans tous les tournois auxquels il a participé.
- Il a marqué dans tous les tournois auxquels il a participé.
- Le magazine britannique FourFourTwo l'a choisi parmi les 50 meilleurs joueurs de l'histoire du continent asiatique

## Statistiques de carrière

### Club
Omar Alsomah
| Club              | Saison            | Ligue professionnelle saoudienne | Ligue professionnelle saoudienne | Coupe du Roi | Coupe du Roi | Coupe du prince | Coupe du prince | Ligue des champions de l'AFC | Ligue des champions de l'AFC | Autre | Autre | Total | Total | Total  |
| Club              | Saison            | Apps                             | Goals                            | Apps         | Goals        | Apps            | Goals           | Apps                         | Goals                        | Apps  | Goals | Apps  | Goals | Assist |
| ----------------- | ----------------- | -------------------------------- | -------------------------------- | ------------ | ------------ | --------------- | --------------- | ---------------------------- | ---------------------------- | ----- | ----- | ----- | ----- | ------ |
| Al-Ahli SC        | 2014–15           | 22                               | 22                               | 0            | 0            | 4               | 3               | 7                            | 6                            | –     | –     | 33    | 31    | 3      |
| Al-Ahli SC        | 2015–16           | 22                               | 27                               | 3            | 4            | 3               | 2               | 3                            | 1                            | –     | –     | 31    | 34    | 1      |
| Al-Ahli SC        | 2016–17           | 24                               | 24                               | 4            | 4            | 3               | 7               | 7                            | 5                            | 1     | 1     | 39    | 41    | 3      |
| Al-Ahli SC        | 2017–18           | 14                               | 11                               | 1            | 0            | –               | –               | 0                            | 0                            | –     | –     | 15    | 11    | 3      |
| Al-Ahli SC        | 2018–19           | 24                               | 19                               | 1            | 0            | –               | –               | 8                            | 7                            | 6     | 2     | 39    | 28    | 6      |
| Al-Ahli SC        | 2019–20           | 25                               | 19                               | 3            | 3            | –               | –               | 4                            | 1                            | –     | –     | 32    | 23    | 0      |
| Al-Ahli SC        | 2020–21           | 24                               | 12                               | 0            | 0            | –               | –               | 5                            | 4                            | –     | –     | 29    | 16    | 5      |
| Al-Ahli SC        | 2021–22           | 21                               | 10                               | 2            | 1            | –               | –               | 0                            | 0                            | –     | –     | 24    | 11    | 1      |
| Total de carrière | Total de carrière | 176                              | 144                              | 14           | 12           | 10              | 12              | 34                           | 24                           | 7     | 3     | 242   | 193   | 22     |

1. ↑  Apparition dans Supercoupe d'Arabie saoudite
2. ↑  Apparition dans Coupe des champions des clubs arabes